# Szczawa (gromada)
Szczawa – dawna gromada, czyli najmniejsza jednostka podziału terytorialnego Polskiej Rzeczypospolitej Ludowej w latach 1954–1972.
Gromady, z gromadzkimi radami narodowymi (GRN) jako organami władzy najniższego stopnia na wsi, funkcjonowały od reformy reorganizującej administrację wiejską przeprowadzonej jesienią 1954 do momentu ich zniesienia z dniem 1 stycznia 1973, tym samym wypierając organizację gminną w latach 1954–1972.
Gromadę Szczawa z siedzibą GRN w Szczawie utworzono – jako jedną z 8759 gromad na obszarze Polski – w powiecie limanowskim w woj. krakowskim, na mocy uchwały nr 23/IV/54 WRN w Krakowie z dnia 6 października 1954. W skład jednostki weszły obszary dotychczasowych gromad Szczawa i Zasadne, a także miejscowość Kurzejówka z dotychczasowej gromady Kamienica i miejscowość Zakraje z dotychczasowej gromady Zalesie ze zniesionej gminy Jodłownik, ponadto miejscowość Białe z dotychczasowej gromady Półrzeczki ze zniesionej gminy Dobra; wszystkie jednostki w tymże powiecie. Dla gromady ustalono 20 członków gromadzkiej rady narodowej.
15 czerwca 1959 z gromady Szczawa wyłączono wieś Zasadne (bez przysiółka Magurzyca) oraz osiedle Kurzejówka, włączając je do gromady Kamienica.
Gromadę zniesiono 31 grudnia 1961, a jej obszar włączono do gromady Kamienica.